# Katie Harman
Katie Marie Harman Ebner, née le 18 août 1981 à Porland dans l'Oregon aux États-Unis, est une chanteuse et une actrice de télévision. Elle s'est fait connaître en devenant Miss Oregon (en) 2001, puis Miss America 2002.
Après sa carrière de concours de beauté, elle travaille comme chanteuse et actrice, apparaissant dans diverses productions scéniques aux États-Unis, ainsi que dans un rôle invité dans la série Big Love, sur HBO, en 2010.